# Camila Rossi
Camila Rossi Godinho (Curitiba, 8 de outubro de 1999) é uma ginasta brasileira que atua na modalidade rítmica. Ela integrou o conjunto brasileiro nos Jogos Pan-Americanos de 2019, em Lima, onde conquistou três medalhas.

## Biografia
Nascida na cidade de Curitiba em 8 de outubro de 1999, Camila Rossi começou a praticar ginástica rítmica com sete anos. Ela é membro do Clube AGIR.
Ela integrou o conjunto brasileiro nos Jogos Pan-Americanos de 2019, realizados em Lima. Na ocasião, conquistou três medalhas com o conjunto, sendo dois bronzes e um ouro. Naquele mesmo ano, ela também integrou a equipe que venceu as três provas do Campeonato Sul-Americano.